# Scelidocteus pachypus
Scelidocteus pachypus is een spinnensoort uit de familie Palpimanidae. De soort komt voor in West-Afrika.